# 薛天植
薛天植（16世紀—17世紀），字性之，廣東廣州府順德縣龍江人，明朝政治人物。

## 生平
薛天植個性孝順而聰穎，讀書過目不忘，是萬曆三十四年（1606年）丙午科廣東鄉試舉人，授閩清知縣，慈祥愛民、治聲丕著，條論均切中利弊並實行，福建巡撫朱欽相和三位御史均引薦他入朝，陞戶部主事，以母親逝世回鄉，士民為他立生祠祭祀，然而他因過度哀傷在服闋後不久去世，同年舉人黎崇宣路經閩清，父老爭相詢問他近況，得知他去世後都不禁哭泣。

## 引用
1. 1 2  咸豐《順德縣志·卷二十四·列傳四》：薛天植，字性之，龍江人，性至孝聰穎，書一覽成誦，中萬厯丙午鄉科，為閩清令，慈惠字民治績丕著，每有條論悉中利弊多見施行，中丞朱欽相採循聲薦於朝，三都憲歷繼之，擢戶部主事，會丁內艱，士民立生祠祀之，以哀毁服甫闋竟卒，卒後同年黎崇宣者過其舊治，父老爭詢薛公無恙否，告以故皆泣下，其遺愛在民如此。